# The Hundred-Foot Journey (саундтрек)
The Hundred-Foot Journey: Original Motion Picture Soundtrack — саундтрек к американскому трагикомедийному фильму «Пряности и страсти» режиссёра Лассе Халльстрёма по сценарию Стивена Найта, основанному на одноимённом романе Ричарда Мораиса. Музыка к фильму сочинена индийским музыкантом и композитором А. Р. Рахманом. Официальный саундтрек был выпущен 12 августа 2014 года компанией Hollywood Records.

## Создание
В декабре 2013 года было объявлено, что саундтреком к фильму займётся индийский композитор А. Р. Рахман. Он присутствовал на съёмках и нашёл фильм приятным, добавив, что в индийской части саундтрека будут присутствовать ситар, сарод и сантур Рахман не хотел сочинять общую тему, и не хотел делать конечные или начальные композиции, сделав выбор в пользу органично смешивающихся определённым образом мелодий, в которых противоборствуют между собой индийские или французские ритмы, так как в фильме идёт своего рода война, обе кухни работают параллельное, что сделает саундтрек более драматичным. Режиссёр и композитор работал вместе общаясь через Skype, так как Рахман заканчивал в Лос-Анджелесе «Million Dollar Arm», а Халльстрём снимал фильм во Франции. Рахман привлёк индийского композитора Гулзара в качестве сочинителя стихов на хинди и урду. В июле 2014 года Рахман пригласил певицу Алку Ягник, а чуть позже и Накаш Азиз. По завершении работы, в интервью Халльстрём отмечал, что история имеет притяжение своим слиянием звуков и языков, вследствие чего получился вкусный сложный саундтрек. Позже он добавил, что «музыка может подчеркнуть различия и сходства в культуре, так вот мы и играли с этим. Я сидел с А. Р. Рахманом в Лос-Анджелесе, и мы работали вместе. Я получил возможность сесть в его лаборатории и увидеть его придуманные идеи. Фантастическая часть производства фильма была в том, что он пригласил меня в творческий процесс».

## Список композиций
Список композиций был опубликован 1 августа 2014 года на сайте «Amazon»
The Hundred-Foot Journey (Original Motion Picture Soundtrack)
Вся музыка написана А. Р. Рахман.
| №                   | Название                                           | Автор                           | Длительность |
| ------------------- | -------------------------------------------------- | ------------------------------- | ------------ |
| 1.                  | «Hassan Learns French Cooking»                     | А. Р. Рахман                    | 6:10         |
| 2.                  | «The Village of Saint Antonin»                     | А. Р. Рахман                    | 4:02         |
| 3.                  | «New Beginnings»                                   | А. Р. Рахман                    | 4:40         |
| 4.                  | «Vintage Recipe»                                   | А. Р. Рахман                    | 2:06         |
| 5.                  | «Mr. Kadam»                                        | А. Р. Рахман                    | 1:55         |
| 6.                  | «The Clash»                                        | А. Р. Рахман                    | 1:44         |
| 7.                  | «Destiny, Fire, War»                               | А. Р. Рахман                    | 5:40         |
| 8.                  | «The Gift»                                         | А. Р. Рахман                    | 3:08         |
| 9.                  | «You Complete Me»                                  | А. Р. Рахман                    | 4:39         |
| 10.                 | «Alone in Paris»                                   | А. Р. Рахман                    | 3:11         |
| 11.                 | «India Calling»                                    | А. Р. Рахман                    | 4:34         |
| 12.                 | «Reunion»                                          | А. Р. Рахман                    | 1:25         |
| 13.                 | «End Credits Suite»                                | А. Р. Рахман                    | 2:36         |
| 14.                 | «My Mind Is a Stranger Without You[a]»             | Solange Merdinian, А. Р. Рахман | 4:18         |
| 15.                 | «A La Hassan de Paris»                             | А. Р. Рахман                    | 4:05         |
| 16.                 | «Afreen» (feat. Накаш Азиз, KM Music Conservatory) | Гулзар, А. Р. Рахман            | 4:05         |
| Общая длительность: | Общая длительность:                                | Общая длительность:             | 58:18        |

The Hundred-Foot Journey (Music from the Motion Picture)
| №   | Название | Автор                         | Длительность |
| --- | --- | ----------------------------- | ------------ |
| 1.  | «Bahon Mein Teri» (feat. Лата Мангешкар, Мохаммед Рафи)                                                              | Раджеш Рошан, Сахир Лудхианви | 4:15         |
| 2.  | «Sar Se Sarke» (feat. Лата Мангешкар, Кишор Кумар)                                                                   | Хасан Камаал, Шив-Хари        | 5:13         |
| 3.  | «Din Maheene Saal Gujarte» (feat. Лата Мангешкар, Кишор Кумар)                                                       | Ананд Бакши, Пьярелал Шарма   | 6:26         |
| 4.  | «Mozart String Quartet No 16 in E Flat Major, KV 428» (Джоанна Маурер, Сьюзан Орнстайн, Шмуэль Кац и Алан Степански) | Вольфганг Амадей Моцарт       | —            |
| 5.  | «Cafe D'Etoile» (feat. Жиль Годштейн, Петер Кало и Зев Кац)                                                          | А. Р. Рахман, Тис Голь        | —            |
| 6.  | «La Marseillaise» (Симфонический оркестр словацкого радио под управлением Петера Брейнера)                           | Клод Жозеф Руже де Лиль       | —            |
| 7.  | «Fly A Kite» | Альберто Иглесиас             | 4:27         |
| 8.  | «La Vie en rose» (feat. Мадлен Пейру)                                                                                | Луис Гугльелми и Эдит Пиаф    | 3:05         |
| 9.  | «Red Carpet» (feat. Figure and Groove)                                                                               | Hooper and Quin               | 1:04         |
| 10. | «L'Amour des Vieux» (Жиль Голдштейн, Петер Кало и Зев Кац)                                                           | A. R. Rahman, Teese Gohl      | —            |
| 11. | «Yesterday, When I Was Young»                                                                                        | Шарль Азнавур                 | 2:22         |

Notes
- ↑ Не используется в фильме, но включён в официальный саундтрек.[12]